# آندریاس بوشنر
آندریاس بوشنر (انگلیسی: Andreas Buchner؛ زادهٔ ۱۵ مهٔ ۱۹۸۵) بازیکن فوتبال اهل آلمان است.
از باشگاه‌هایی که در آن بازی کرده‌است می‌توان به باشگاه فوتبال اینگولشتات ۰۴ اشاره کرد.